# Опел Адам
„Опел Адам“ (Opel Adam, произн. О̀пел А̀дам) е миниавтомобил на германския производител „Опел“, представен от за първи път през 2012 г. на автомобилното изложение в Париж. Редовното серийно производство започва през януари 2013 г. „Опел Адам“ се базира на техническата архитектура на „Опел Корса D“ – предно окачване „Макферсън“ и торсионна греда отзад.